# Ladislav Škorpil
Ladislav Škorpil (* 6. června 1945 v Hradci Králové) je bývalý československý fotbalista, bývalý trenér Liberce a komunální politik za HDK. Roku 2008 získal Cenu Václava Jíry.
V minulosti trénoval československou juniorskou fotbalovou reprezentaci a českou reprezentaci do 21 let. V sezóně 2001/02 společně s Josefem Csaplárem vyhrál se Slovanem Liberec český titul.

## Hráčská kariéra
- 1955–1964 RH Hradec Králové
- 1964–1966 Dukla Žamberk
- 1966–1968 RH Hradec Králové

## Trenérská působiště
- Spartak Hradec Králové, C a D tým dorostu (1969–1970)
- Spartak Hradec Králové, A a B tým dorostu (1970–1991)
- Československý národní tým, dorostenecké družstvo (1982–1991)
- SKP Spartak Hradec Králové (1991–1993)
- DAC Dunajská Streda (1993–1994) (1. slovenská fotbalová liga)
- Spartak Hradec Králové, A-dorost (1994–1995)
- Dukla Praha (1995–1997)
- DAC Dunajská Streda (1997–1998) (1. slovenská fotbalová liga)
- SK Hradec Králové (1998)
- FC Slovan Liberec (1998–2004) (titul v sezóně 2001/02 společně s trenérem Josefem Csaplárem)
- Česká fotbalová reprezentace do 21 let (2004–2007)
- Slovan Liberec (2007–2009)

## Úspěchy
- Český mistr 2001/02
- Český vítěz Poháru Českomoravského fotbalového svazu 1999/00
- Československý mistr dorostu 1985/86
- Československý pohár dorostu 1981